# Радуга-1М
КА «Радуга-1М» (индекс ГУКОС — 17Ф15М, кодовое название «Глобус-1М») — военный спутник связи третьего поколения входящий в Единую космическую систему спутниковой связи 2-го этапа (ЕССС-2). Эти спутники являются дальнейшим развитием КА «Радуга-1», но судя по имеющимся данным производятся в ОАО ИСС на более современной спутниковой платформе. Как и предыдущая модель, КА «Радуга-1М» должны обеспечить ретрансляцию сигналов связи в четырёх частотных диапазонах: L-, C-, X- и Ka-.

## История
Предыдущая модель КА «Радуга-1М» («Радуга-1») была разработана и прошла полный цикл экспериментальной отработки в НПО ПМ (старое название ОАО ИСС), но из-за большой загрузки его завода, производство было передано в омское ПО «Полёт». В отличие от предшественника, новый КА производится ОАО ИСС в Железногорске.

## Предназначение
Судя по официальным сообщениям, КА «Радуга-1М» оснащен современной многоствольной ретрансляционной аппаратурой, работающей в сантиметровом и дециметровом диапазонах волн (диапазоны L-, C-, X- и Ka-), что позволяет устанавливать надежную связь с подвижными станциями, включая труднодоступные горные районы. Запуск спутника «Радуга-1М» означает переход к следующему этапу развития Единой системы спутниковой связи (ЕССС) нового поколения на базе космических аппаратов связи «Радуга-1», «Радуга-1М», «Радуга-2» — на геостационарной орбите, космических аппаратов «Меридиан» — на высокоэллиптической орбите. Единая система спутниковой связи 2-го этапа обеспечит существенное повышение устойчивости и пропускной способности, расширение перечня решаемых задач и доступа к высокоскоростными каналами спутниковой связи потребителей различных уровней.

## Конструкция

### Платформа
Судя по рисункам из журнала ОАО ИСС, а также из-за возможности спутника корректировать наклонение своей орбиты (NSSK) можно сделать вывод, что «Радуга-1М» строится на более современной платформе, вероятно одной из модификаций КАУР-4 (МСС-2500-ГСО или МСС-727). Это также означает, что срок активного существования спутника увеличен и он выводится напрямую на орбиту с нулевым наклонением. Предшественники «Радуга-1М» (КА «Радуга-1» и «Радуга») выводились на орбиту с начальным наклонением 1,4°, которое по законам орбитальной динамики уменьшалось за полтора-два года до нуля, а затем опять начинало расти. Таким образом, в течение всего срока эксплуатации КА (3 года), наклонение оставалось приемлемым.

### Полезная нагрузка
Так как КА «Радуга-1М» предназначен для замены спутников предыдущего поколения и будет эксплуатироваться в тех же точках стояния, с высокой степенью вероятности можно предположить что он несёт усовершенствованные ретрансляторы КА «Радуга-1».
В дополнение к ретрансляторам STATSIONAR уже использовавшихся для на КА «Грань», в 1977 г. СССР зарегистрировал в пяти точках ретрансляторы GALS X-диапазона (8/7 ГГц) для фиксированной связи и VOLNA L диапазона (1,6/1,5 ГГц) для подвижной связи. Как следствие, спутники следующего поколения («Радуга-1») использовали в качестве полезной нагрузки два ретранслятора для передачи телефонно-телеграфной информации для стратегической и оперативной связи в интересах Министерства обороны, правительственной связи, а также передачи телевизионных программ.
Первый из ретрансляторов работал в диапазоне 8/7 ГГц (X-диапазон) и служил для обеспечения правительственной и военной связи. Ретрансляторы были заявлены в Международном комитете регистрации частот (МКРЧ; ныне — Сектор радиосвязи МСЭ [МСЭ-R]) под наименованием «Галс» (обозначения от Gals-1 до Gals-18, исключая Gals-13).
Ретрансляторы C-диапазона были зарегистрированы в МКРЧ под названиями «Стационар» и «Стационар-Д». Они служили для передачи на сеть станций «Орбита» телевизионных программ. Кроме того, на КА «Радуга-1» размещались ретрансляторы «Волна» L-диапазона (1,5/1,6 ГГц) для связи с воздушными и наземными транспортными средствами.
Также на борту устанавливалась аппаратура для работы в Ka-диапазоне, а также в диапазоне миллиметровых волн (ретрансляторы «Тор» с частотой 20, 42, 44 ГГц). С другой стороны, использовались многолучевые антенны и более совершенные методы обработки сигналов на борту КА, за счет чего повышалась пропускная способность и помехозащищённость спутниковых каналов.

## Список КА «Радуга-1М» («Глобус-1М», 17Ф15М)
Ниже приведена группировка системы «Радуга». В настоящий момент в эксплуатации находятся  два спутника «Радуга-1М».
| Радуга 1-8  | Глобус № 18Л    | 28.02.2009 | 12° в. д. | В эксплуатации                                         |         | РН «Протон-К» с Блок ДМ2 | 2009-010A | 34264 |
| Радуга 1М-1 | Глобус-1М № 11Л | 09.12.2007 | 70° в. д. | Выведен из эксплуатации в мае 2013 в результате аварии | 5,5 лет | РН «Протон-М» с Бриз-М   | 2007-058A | 32373 |
| Радуга 1М-2 | Глобус-1М № 12Л | 28.01.2010 | 85° в. д. | В эксплуатации                                         |         | РН «Протон-М» с Бриз-М   | 2010-002A | 36358 |
| Радуга 1М-3 | Глобус-1М № 13Л | 12.11.2013 | 35° в. д. | В эксплуатации (аварийном состоянии)                   |         | РН «Протон-М» с Бриз-М   | 2013-062A | 39375 |